# Macrospore
La macrospore (ou mégaspore) est une cellule haploïde issue de la méiose à l'origine du gamétophyte femelle.
Chez les végétaux, une macrospore (ou mégaspore) haploïde (n) est issue de la méiose d'une cellule mère diploïde (2n), le macrosporocyte (ou mégasporocyte). Cette division cellulaire a lieu dans le sporophyte. Ensuite, chaque macrospore se développe pour donner naissance à un gamétophyte femelle, dont la différenciation varie en fonction du type de végétal :
- chez les Trachéophytes, une exception à la règle existe dans l'hétérosporie: les Sélaginellacées. Elles produisent les gynospores[2].
- chez les Gymnospermes  : c'est un prothalle coenocytique qui constitue l'endosperme[3](prothalle chez les hépatiques à thalles/feuilles et non chez les Gymnospermes, la source est correcte mais la formulation ne l'est pas)
- chez les Angiospermes : c'est le sac embryonnaire

La macrospore doit son nom au fait qu'elle est généralement plus grande que la spore à potentialité mâle, la microspore.

Formation des macrospores dans les végétaux.

L'hétérosporie est aussi présente chez les Sélaginellacées.